# 財田町 (香川県)
財田町（さいたちょう）は、香川県三豊市に存在する地区。また、かつて、香川県三豊郡にあった町。この記事では自治体時代の財田町、現在の三豊市財田地区（財田支所管内）の両方について記述する。

## 地理
香川県の南西部に位置し、町内中央を流れる財田川と南部には讃岐山脈がある。

## 歴史
- 1890年2月15日 - 町村制施行に伴い、三野郡財田上村（さいたかみむら）、財田中村（さいたなかむら）が合併し、財田村（さいたむら）が発足。
- 1899年4月1日 - 三野郡が豊田郡と合併し、三豊郡となる。
- 1970年2月15日 - 町制施行により財田町となる。この結果香川県から村が消滅。
- 2006年1月1日 - 近隣の仁尾町・高瀬町・豊中町・山本町・詫間町・三野町と合併し、三豊市となる。

### 姉妹都市・提携都市

#### 国内
- 洞爺村 （北海道）

## 産業・特産品
- たからだ米

## 教育
- 財田小学校
- 和光中学校

## 交通

### 鉄道
- JR四国：土讃線讃岐財田駅

### バス
- 三豊市コミュニティバス

### 道路
高速道路
- 町内にはない。

一般国道
- 町内を走る一般国道
  - 国道32号・国道319号ただし、国道319号は徳島県三好郡山城町まで国道32号と重複している。

県道
- 町内を走る県道
  - 香川県道・徳島県道5号観音寺池田線
  - 香川県道197号財田満濃線（現、香川県道197号財田まんのう線）
  - 香川県道202号春日讃岐財田停車場線
  - 香川県道218号財田上高瀬線
  - 香川県道226号財田西豊中線

## 名所・旧跡・観光スポット・祭事・催事
- 香川用水記念公園
- 道の駅たからだの里さいた

## 出身有名人
- 大久保諶之丞 - 事業家・政治家（四国新道（現国道32号）の建設など）
- 河野憲治 - 1986年NHK入局、ワシントン支局長。
- 川崎ひかる - 女子野球選手
- 横田忠義 - バレーボール男子の金メダリスト